# Ficus aguaraguensis
Ficus aguaraguensis là một loài thực vật thuộc họ Moraceae. Đây là loài đặc hữu của Bolivia. Nó hiện đang bị đe dọa vì mất môi trường sống.